# 창원 유주비각
창원 유주비각(昌原 維舟碑閣)은 대한민국 경상남도 창원시 진해구 용원동에 있는 비각이다. 1988년 12월 23일 경상남도의 기념물 제89호로 지정되었다.

## 현지 안내문
용원동 앞 바다에 잡목으로 뒤덮인 섬을 망산도, 이 섬의 동남쪽 70m 해상의 바위섬을 유주암이라 부르는데 모두 가락국 김수로왕의 왕비인 허태후와 관련된 전설이 있는 곳이다.
가락국의 수로왕이 도읍을 정한 지 7년만에 신하들이 왕비를 맞아들일 것을 얘기하자 ‘짐이 이땅에 내려온 것은 하늘의 뜻이며, 왕비 또한 하늘이 주실 것’이라 하였다. 신하들에게 바닷가에 나가 기다릴 것을 명령하여 기다리니, 서남쪽 해상에서 붉은 깃발을 휘날리며 배 한 척이 다가왔다. 인도 아유타국의 공주 허태후 일행으로 이들이 처음 내린 곳이 망산도이며, 허태후 일행이 타고 온 배가 뒤집혀 유주암이 되었다고 한다.
유주암과 망산도에서 1km 정도 떨어진 곳에는 허태후의 전설을 전하고 있는 유주비각이 있다.

## 참고 자료
- 창원 유주비각 - 국가유산청 국가유산포털